# Schloss Cumberland
Pour les articles homonymes, voir Cumberland.
Le château de Cumberland (en allemand : Schloss Cumberland) est un château situé à Gmunden en Autriche. La maison de Hanovre, descendante des Welf, a fait construire le palais du style néogothique au XIXe siècle. Son nom fait référence au prince Ernest-Auguste II de Hanovre (1845-1923), également duc de Cumberland.

## Histoire
Exilé depuis l'annexion de son royaume par la Prusse après la guerre de 1866, l'ex-roi Georges V de Hanovre s'est installé en exil chez son allié l'empereur François-Joseph Ier d'Autriche. En 1868, il accompagne la famille impériale en villégiature à Gmunden, dans le Salzkammergut, où il rachète la Königinvilla, l'ancienne résidence des Thun und Hohenstein, peu après. Il devient alors le voisin de l'ancien grand-duc Léopold II de Toscane et de son épouse Marie-Antoinette de Bourbon-Siciles, qui ont acquis la Villa Toscana (la résidence de Margarethe Stonborough à partir de 1931).
Georges V meurt le 12 juin 1878 à Paris et est enterré dans la chapelle Saint-Georges de Windsor. Devenue veuve, sa femme Marie de Saxe-Altenbourg réside à la Königinvilla jusqu'à sa mort en 1907, et leurs descendants conservent le palais jusqu'à nos jours.

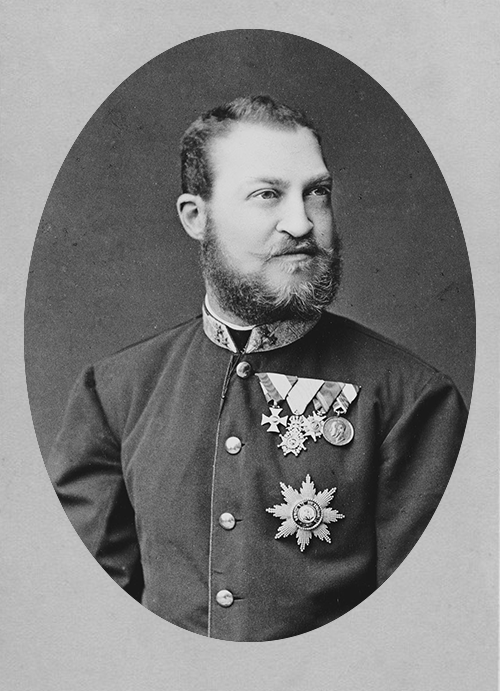
Ernest-Auguste II de Hanovre.

En 1882, le duc de Cumberland Ernest-Auguste II de Hanovre (1845-1923), fils et héritier de Georges V, acquiert un vaste domaine situé à proximité de la Königinvilla. Il demande alors à l'architecte allemand Ferdinand Schorbach  (1846-1912) d'y construire un nouveau château en style néogothique  (« Tudor »), baptisé Schloss Cumberland. Dans les années qui suivent, d'autres bâtiments sont ajoutés à l'ensemble, parmi lesquels un pavillon de chasse nommé Hubertihaus (en), un petit mausolée, où reposent plusieurs membres de la maison de Hanovre, et également l'église protestante de Gmunden. Le château accueille toute la cour du prince de Hanovre et devient un lieu de rencontre apprécié de la noblesse européenne. Dans les locaux richement décorés se trouvent de nombreux trésors de la dynastie des Welf, dont l’Évangéliaire d'Henri le Lion.
En 1930, le prince Ernest-Auguste III de Hanovre vend la majeure partie du château, mais en conserve cependant la Königinvilla et la Hubertihaus de Grünau im Almtal. Le château est alors transformé en musée avant de devenir, en 1938, un centre de formation du parti nazi. En 1940, le château est converti en hôpital militaire et conserve ensuite un caractère hospitalier après son acquisition par l'État autrichien en 1947. 
En 1979, l'administration du château passe au land de Haute-Autriche, qui en fait un centre de soin baptisé Landespflege- und Betreuungszentrum Schloss Cumberland. Le bâtiment connaît une importante rénovation en 2000.

## Mausolée

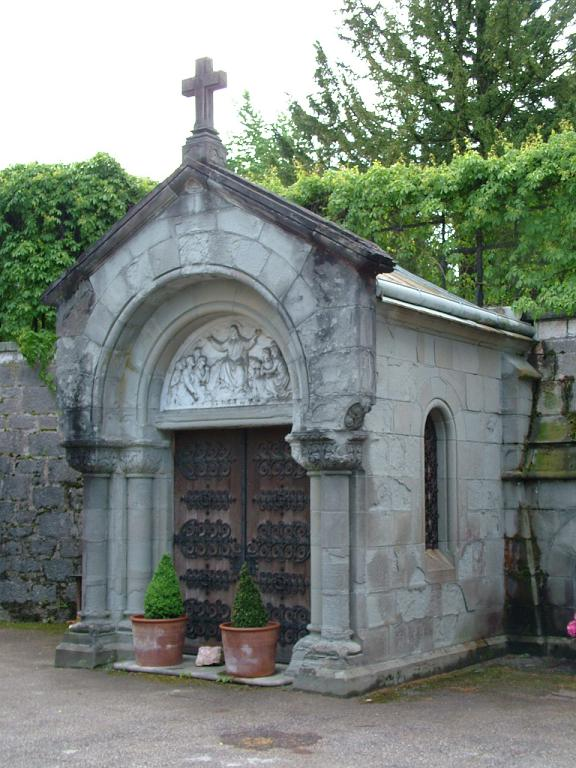
L'entrée du mausolée.

Le mausolée du château de Cumberland est le lieu de repos de :
1. Christian de Hanovre (1885-1901), fils du prince Ernest-Auguste II de Hanovre ;
2. Marie de Hanovre (1849-1904), fille du roi Georges V de Hanovre ;
3. Marie de Saxe-Altenbourg (1818-1907), épouse du roi Georges V de Hanovre ;
4. George de Hanovre (1880-1912), fils du prince Ernest-Auguste II de Hanovre ;
5. Ernest-Auguste II de Hanovre (1845-1923), fils du roi Georges V de Hanovre ;
6. Thyra de Danemark (1853-1933), épouse du prince Ernest-Auguste II de Hanovre ;
7. Olga de Hanovre (1884-1958), fille du prince Ernest-Auguste II de Hanovre ;
8. Christian de Hanovre (1919-1981), fils du prince Ernest-Auguste III de Hanovre.